# Erycibe peguensis
Erycibe peguensis är en vindeväxtart som först beskrevs av Cl., och fick sitt nu gällande namn av David Prain. Erycibe peguensis ingår i släktet Erycibe och familjen vindeväxter. Inga underarter finns listade i Catalogue of Life.